# 富士市立神戸小学校
富士市立神戸小学校（ふじしりつ ごうどしょうがっこう）は、静岡県富士市神戸にある公立小学校。
校地面積19,090m2（うち校舎面積4,684m2、屋体面積1,012m2）。

## 目標
学校教育目標
- 「じぶんから」

重点目標
- 「あいさついっぱい やさしさいっぱい」

## 沿革
- 1875年 （明治8年）- 七邑舎設立
- 1881年 （明治14年）- 修誠学校に改称
- 1889年 （明治22年）- 今泉尋常小学校神戸分教場に分離
- 1947年 （昭和22年）- 吉原町立神戸小学校として独立
- 1948年 （昭和23年）- 吉原市立神戸小学校に改称
- 1966年 （昭和41年）- 富士市立神戸小学校に改称 プール完成
- 1993年 （平成5年）- 北校舎落成
- 2001年 （平成13年）- パソコン室インターネット・空調設備導入 百葉箱設置
- 2007年 （平成19年）- 給茶機設置

## 通学区域
- 神戸１.２ 今宮[3]

## 進学先中学校
- 富士市立吉原北中学校[3]

## 生徒数・学級数・職員数
| 生徒数                  | 学級数 | 職員数 |
| ----------------------- | ------ | ------ |
| 207人                   | 10(2)  | 21人   |
| ※カッコ内は特別支援学級 |        |        |